# 大屯国立公園
大屯国立公園（だいとんこくりつこうえん）は、日本統治時代に台湾北部に存在した日本の国立公園である。現在は陽明山国家公園および北海岸・観音山国家風景区に指定されている。
昭和初年当時、大屯山、淡水河をへだててその西南方、観音山をふくむ地域である。総面積8265ha。日本の国立公園のなかで最小であった。草山温泉、北投温泉をはじめ、竹子湖に竹子山荘、蓬莱米原種田事務所が、大屯山に高山気象観測所があり、山麓の淡水河、西と北に接する海洋の景観は美しい。遊覧の便はよく、公園の中心から台北までは乗用車で1時間余であった。道路が全線開通すれば地域を一巡することができるとされた。

## 歴史
- 1937年 - 大屯・観音両山一帯が、日本の国立公園に指定される。
- 1945年 - 日本が敗戦し、台湾が中華民国統治下に置かれるとともに「大屯国立公園」は無くなる。
- 1985年 - 大屯山一帯が、台湾の国家公園（日本の国立公園に相当）に指定される。
- 2002年 - 観音山一帯が、台湾の国家風景区（日本の国定公園に相当）に指定される。

## 関連区域
昭和12年（1937年）当時
- 台北州
  - 七星郡:士林街、北投庄
  - 淡水郡:淡水街、三芝庄、八里庄
  - 新荘郡:五股庄